# Poeciloterpa obscura
Poeciloterpa obscura är en insektsart som beskrevs av Schmidt 1927. Poeciloterpa obscura ingår i släktet Poeciloterpa och familjen spottstritar. Inga underarter finns listade i Catalogue of Life.